# Corethrella belkini
Corethrella belkini är en tvåvingeart som beskrevs av Art Borkent 2008. Corethrella belkini ingår i släktet Corethrella och familjen Corethrellidae.
Artens utbredningsområde är Puerto Rico. Inga underarter finns listade i Catalogue of Life.